# Phrynobatrachus tokba
Phrynobatrachus tokba é uma espécie de anfíbio da família Petropedetidae.
Pode ser encontrada nos seguintes países: Costa do Marfim, Gana, Guiné, Libéria e Serra Leoa.
Os seus habitats naturais são: florestas subtropicais ou tropicais húmidas de baixa altitude, jardins rurais e florestas secundárias altamente degradadas.
Está ameaçada por perda de habitat.